# غارد (إقليم فرنسي)

موقع اقليم غارد

غَارِد أو غَار (بالفرنسية:GARD) هو إقليم فرنسي يقع في جنوب فرنسا في منطقة لانغدوك روسييو، وبه 351 بلدية، سمي الإقليم بغارد نسبة لنهر غارد.

## تاريخ الإقليم
أنشأت منطقة جارد من قبل الرومان في العصور القديمة، وذلك عن طريق طريق فيا دوميشا الذي تم بناؤه عام 118 ق.م، يعتبر إقليم غارد واحد من الأقاليم الـ 83 التي تتشكل منها فرنسا، والتي أنشئت خلال الثورة الفرنسية يوم 4 مارس 1790، وقد أنشأ إقليم غارد على جزء من منطقة لانغدوك القديمة.

## جغرافية الإقليم
يعتبر إقليم غارد جزء من منطقة لانغدوك روسيون، ويحيط بها كل من الإقليم التالية: هيرولت (بالفرنسية:Héraul)، لوزر (بالفرنسية:Lozère)، أفيرون (بالفرنسية:Aveyron)، بوشيه دو رون (بالفرنسية:Bouches-du-Rhône)، فوكلوز (بالفرنسية:Vaucluse)، والأرديش (بالفرنسية:Ardèche).
وتعتبر أعلى نقطة في إقليم غارد هو جبل ايكول الذي يرتفع عن سطع البحر 1567 متر، وقد وقعت فيضانات خطيرة في الإقليم في السنوات الأخيرة.

## السياحة في الإقليم

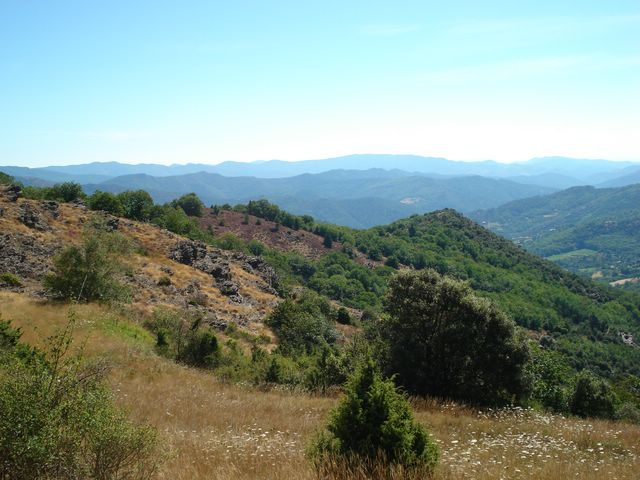
منظر لحديقة سيفينس الوطنية

يحتوي إقليم غارد على جزء من حديقة سيفينس الوطنية (بالفرنسية:Cévennes National Park) والتي أنشأت عام 1970، ويحتوي الإقليم على بقايا معمارية رومانية هامة في مدينة نيم عاصمة الإقليم.

## التركيبة السكانية في الإقليم
يبلغ عدد سكان إقليم غارد وفق تعداد عام 1999 حوالي 623.125 نسمة، يعيشون في مساحة تبلغ 5.853 كلم، وتبلغ الكثافة السكانية 106 نسمة لكل كيلو متر مربع.
ويتوزع سكان الإقليم على المدن الرئيسية الكبيرة التالية:
- مدينة نيم وضواحيها : 282313 نسمة.
- مدينة الس وضواحيها : 115505 نسمة.
- مدينة باغنولس شور سيز وضواحيها : 39068 نسمة.

## معرض صور

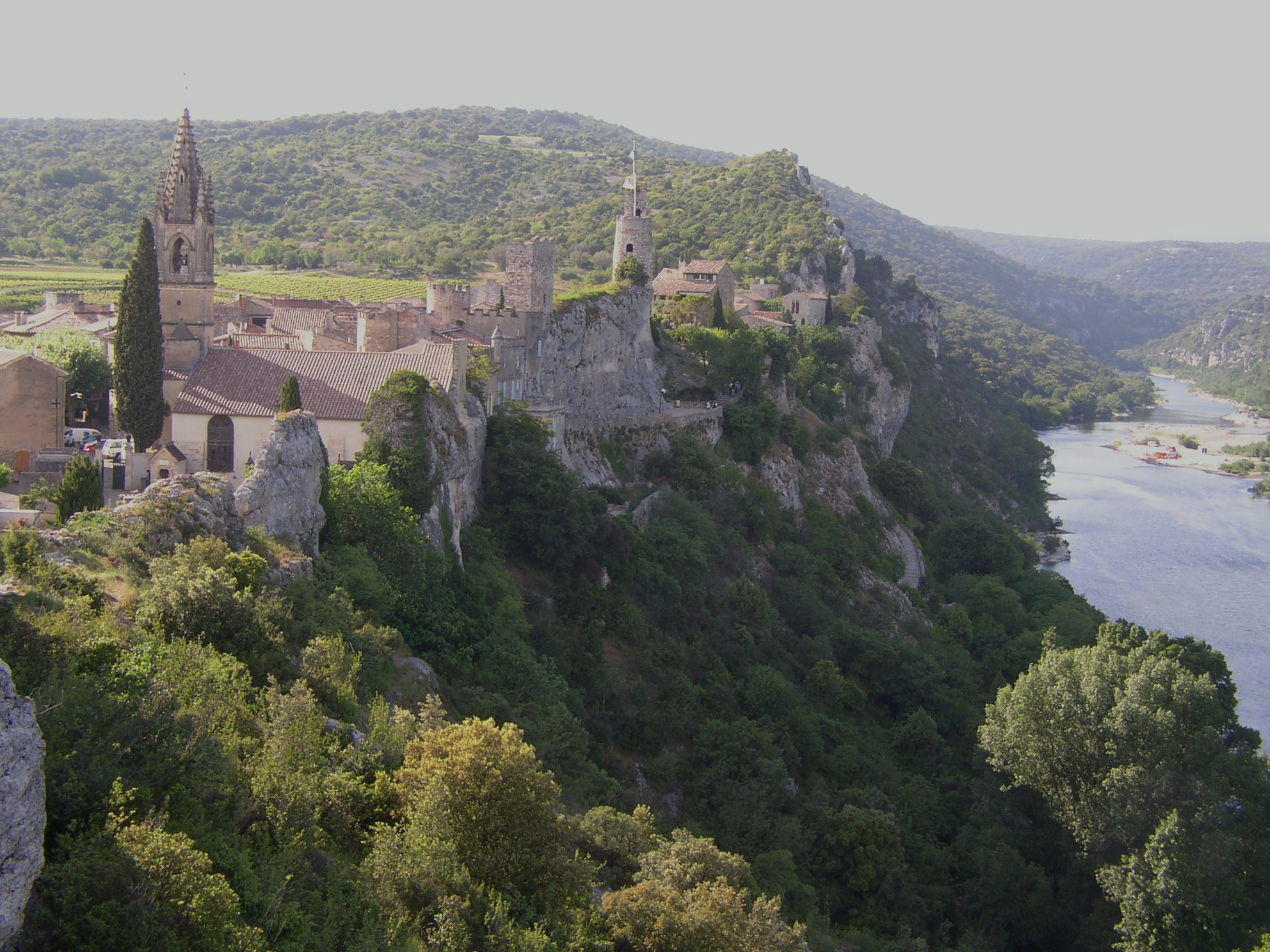
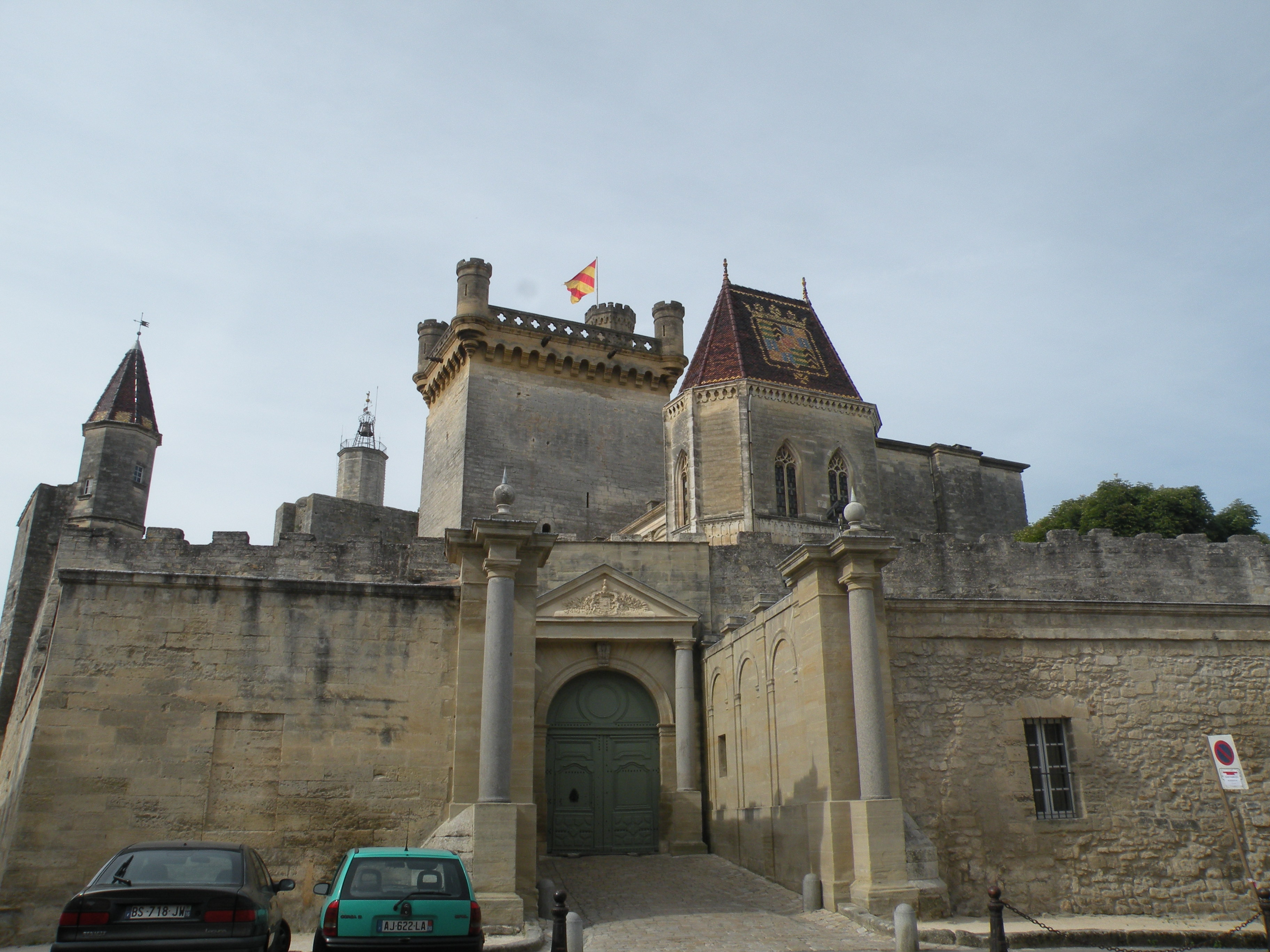
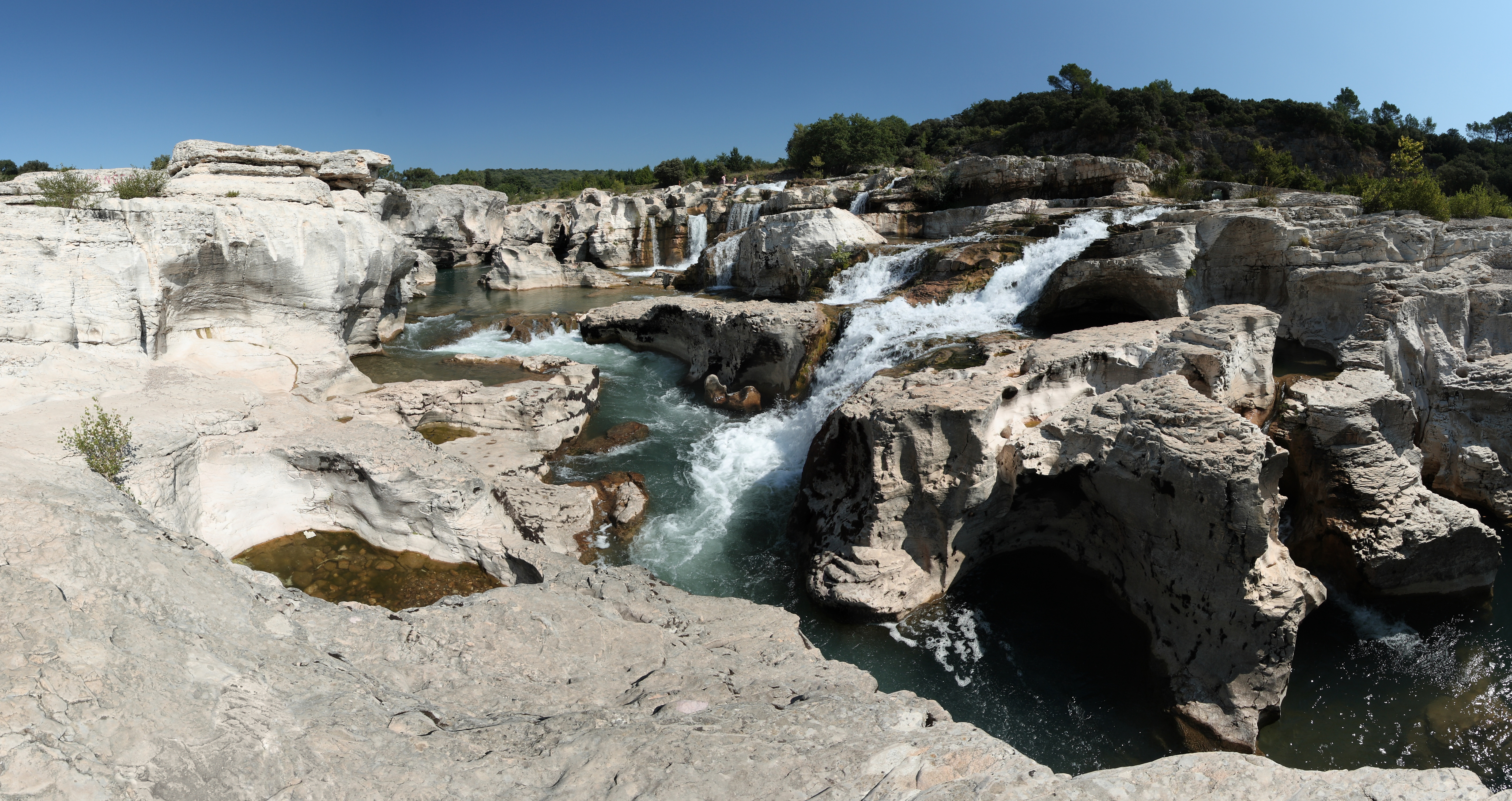